# Kiedy się pojawiłaś
Kiedy się pojawiłaś (ang. Then Came You) – amerykański film dramatyczny z 2018 roku w reżyserii Petera Hutchingsa, wyprodukowany przez wytwórnię Shout! Factory. Główne role w filmie zagrali Asa Butterfield i Maisie Williams.
Premiera filmu odbyła się 12 października 2018 w Stanach Zjednoczonych. Pięć miesięcy później, 1 marca 2019, obraz trafił do kin na terenie Polski.

## Fabuła
Dziewiętnastoletni Calvin (Asa Butterfield) zmaga się ze skłonnością do hipochondrii. Chłopak będzie musiał przezwyciężyć swoje lęki, gdy na jednej z sesji specjalistycznej grupy wsparcia spotka nieuleczalnie chorą Skye (Maisie Williams). Dziewczyna ma ambitne plany, które chce zrealizować przed śmiercią i przekonuje Calvina, by jej w tym pomógł. Przyjaźń z ekscentryczną nastolatką zmieni chłopaka już na zawsze. Nauczy się stawiać czoło własnym lękom, wliczając w to uczucie do przepięknej, lecz pozornie będącej poza jego zasięgiem, Izzy (Nina Dobrev).

## Obsada
- Asa Butterfield jako Calvin
- Maisie Williams jako Skye
- Nina Dobrev jako Izzy
- Ken Jeong jako oficer Al
- Tyler Hoechlin jako Frank
- David Koechner jako Bob
- Peyton List jako Ashley
- Tituss Burgess jako Julian
- Sonya Walger jako Claire
- Margot Bingham jako Lucy
- Colin Moss jako Greg

## Odbiór

### Krytyka
Film Kiedy się pojawiłaś spotkał się z mieszaną reakcją krytyków. W serwisie Rotten Tomatoes 65% z siedemnastu recenzji filmu jest pozytywne (średnia ocen wyniosła 6,2 na 10). Na portalu Metacritic średnia ocen z 7 recenzji wyniosła 44 punkty na 100.